# جوناثان هوارد
جوناثان هوارد (بالإنجليزية: Jonathan Howard)‏ (7 أكتوبر 1971 بشفيلد في المملكة المتحدة - ) هو لاعب كرة قدم بريطاني في مركز حراسة المرمى. لعب مع نادي بيرتن ألبيون ونادي تشيسترفيلد ونادي روذرهام يونايتد وBuxton F.C. ‏.

## وصلات خارجية
- جوناثان هوارد على موقع قاعدة بيانات كرة القدم.إي يو (الإنجليزية)
- جوناثان هوارد على موقع Soccerbase.com (لاعب) (الإنجليزية)